# Żem
Żem (kaz. Жем) – miasto w zachodnim Kazachstanie, w obwodzie aktobskim, w rejonie Mugałżar.